# Kuang (Datong)
Kuang (矿区,  Kuàng Qū – „Bergwerksbezirk“) war ein chinesischer Stadtbezirk im Verwaltungsgebiet der bezirksfreien Stadt Datong im Norden der Provinz Shanxi. Er hatte eine Fläche von 90 km² und zählte zu Ende des Jahres 2015 etwa 511.600 Einwohner.
Die Bevölkerungszählung des Jahres 2000 hatte eine Gesamtbevölkerung von 460.714 Personen in 143.100 Haushalten ergeben, davon 237.585 Männer und 223.129 Frauen.

## Administrative Gliederung
Auf Gemeindeebene setzte sich der Stadtbezirk am Ende des Jahres 2017 aus 28 Straßenvierteln zusammen. Diese waren Xinsheng (新胜街道), Xinpingwang (新平旺街道), Meiyukou (煤峪口街道), Yongdingzhuang (永定庄街道), Tongjialiang (同家梁街道), Silaogou (四老沟街道), Xinzhouyao (忻州窑街道), Baidong (白洞街道), Yanya (雁崖街道), Wajinwan (挖金湾街道), Jinhuagong (晋华宫街道), Majiliang (马脊梁街道), Dadougou (大斗沟街道), Wangcun (王村街道), Jiangjiawan (姜家湾街道), Xinquanlu (新泉路街道), Minsheng (民胜街道), Kouquan (口泉街道), Makou (马口街道), Yanzishan (燕子山街道), Xing’ergou (杏儿沟街道), Qingciyao (青磁窑街道), Pingquanlu (平泉路街道), Sitaigou (四台沟街道), Heshun (和顺街道), Herui (和瑞街道), Pingshenglu (平盛路街道) und Qingquanjie (清泉街街道).
Der Stadtbezirk Chengqu wurde im Jahre 2018 aufgelöst. Aus dem Großteil des Gebietes von Kuang und aus Teilen des gleichzeitig aufgelösten Stadtbezirkes Chengqu wurde der neue Stadtbezirk Yungang geschaffen.